# Marcel Chládek
Marcel Chládek (ur. 9 kwietnia 1968 w Rakovníku) – czeski polityk i samorządowiec, senator, od 2014 do 2015 minister szkolnictwa, młodzieży i sportu.

## Życiorys
Kształcił się w wojskowej szkole pedagogicznej w Bratysławie (absolwent z 1992). W 2006 ukończył także studia na Uniwersytecie Karola w Pradze. Pracował jako nauczyciel, prowadził też własną działalność gospodarczą. W latach 2003–2004 był wicedyrektorem jednego z instytutów w ramach Ministerstwa Spraw Wewnętrznych. W 2004 wstąpił do Czeskiej Partii Socjaldemokratycznej.
Od 2006 do 2014 był radnym miejskim w Rakovníku. W latach 2008–2014 zasiadał w radzie kraju środkowoczeskiego. Pełnił w tym samym czasie funkcję zastępcy hetmana tego kraju, odpowiadając za rozwój regionalny. W październiku 2008 został wybrany w skład Senatu na sześcioletnią kadencję.
W styczniu 2014 objął stanowisko ministra szkolnictwa, młodzieży i sportu w koalicyjnym rządzie Bohuslava Sobotki. W październiku tegoż roku utracił mandat senatora, przegrywając z kandydatką ANO 2011. W czerwcu 2015 został odwołany z urzędu ministra. Nastąpiło to wkrótce po pojawieniu się wobec niego w mediach zarzutów szykanowania swoich podwładnych w ministerstwie.